# Nick Anderson (Eishockeyspieler)
Nick Anderson (* 14. Juli 1979 in Proctor, Minnesota) ist ein US-amerikanischer Eishockeyspieler, der bei den EC Hannover Indians in der Oberliga-Nord unter Vertrag steht.

## Karriere
Anderson begann seine Karriere 1997 bei den Green Bay Gamblers in der United States Hockey League. Danach wechselte er weiter zu den North Iowa Huskies, die ebenfalls in der USHL spielen, und in der darauffolgenden Saison zu den Dubuque Fighting Saints. Ab der Saison 2000/01 spielte er fünf Jahre an der University of Minnesota Duluth in der National Collegiate Athletic Association.
Am Ende der Saison 2004/05 wechselte Anderson in die ECHL zu den Las Vegas Wranglers, für die er drei Jahre spielte, ehe er nach Deutschland zum EV Füssen in die Oberliga wechselte. Nach einer guten Saison, in der er einer der punktbesten Verteidiger der ganzen Liga wurde, wechselte er in die 2. Bundesliga zu den Fischtown Pinguins Bremerhaven. Nach einer ebenfalls guten Saison wechselte er 2009 zu den Landshut Cannibals.
Nach enttäuschenden Leistungen zu Beginn der Saison wurde Anderson von den Cannibals freigestellt. Am 24. November 2009 unterschrieb er einen neuen Vertrag bei den Wölfen Freiburg, für die er bis Saisonende in insgesamt 32 Spielen sieben Tore erzielte und sechs Vorlagen gab. In der Saison 2010/11 stand Anderson für den Oberligisten EV Landsberg auf dem Eis und war mit 24 Treffern torgefährlichster Verteidiger der Oberliga Süd. 2011 folgte der Wechsel nach Italien. Nach einer Spielzeit beim SG Pontebba wechselte er im Sommer 2012 zum HC Valpellice.

## Karrierestatistik
(Legende zur Spielerstatistik: Sp oder GP = absolvierte Spiele; T oder G = erzielte Tore; V oder A = erzielte Assists; Pkt oder Pts = erzielte Scorerpunkte; SM oder PIM = erhaltene Strafminuten; +/− = Plus/Minus-Bilanz; PP = erzielte Überzahltore; SH = erzielte Unterzahltore; GW = erzielte Siegtore; 1 Play-downs/Relegation; Kursiv: Statistik nicht vollständig)